# 사카쿠라 유지
사카쿠라 유지(일본어: 阪倉 裕二, 1967년 6월 7일 ~ )는 일본의 전 축구 선수이자 축구 지도자로 현역 시절 포지션은 수비수였다.

## 선수 시절

### 클럽
1967년 6월 7일 미에현 욧카이치시 출생으로 욧카이치 주오공업고등학교, 준텐도 대학을 나온 뒤 1990년 후루카와 전공(제프 유나이티드 이치하라) 입단을 통해 프로에 입문했다. 이후 1994년까지 리그 통산 65경기(컵대회 통산 17경기)에 출장하여 1990년 JSL컵 준우승에 일조했고 1995년 나고야 그램퍼스 에이트로 이적 후 18경기에 출전하여 1995년 일왕배 우승을 맛보았다. 그리고 1996년부터 1997년까지 브럼멜 센다이에서 52경기에 출장하며 재팬 풋볼 리그 96 시즌 리그 6위, 97시즌 리그 8위의 성적을 기록한 뒤 1998년 일본 지역 리그의 마인드 하우스 TC를 마지막으로 8년간의 선수 생활을 마감했다.

### 국가대표팀
와세다 대학 시절이던 1988년 AFC 아시안컵 23인 로스터에 포함되었지만 단 1경기도 출전하지 못했고 이후 1990년 7월 27일 대한민국과의 1990년 다이너스티컵 1차전에서 국제 A매치 데뷔전을 치른 뒤 1992년 AFC 아시안컵 출전 명단에 포함되어 팀의 우승을 맛보았지만 이 대회 5경기에서 단 1경기도 출전하지 못했으며 A매치 통산 6경기 출장에 그쳤다.

## 지도자 경력
2001년 일본 풋볼 리그 2000 시즌 우승팀인 요코하마 FC의 감독으로 선임되어 2001년 일왕배 16강 진출, 2001년 J리그컵 16강 진출의 성적을 거두었고 그로부터 13년 후인 2014년 도치기 SC의 감독으로 부임하여 2015년까지 팀을 이끌었고 2018년에는 AC 나가노 파르세이루의 감독을 맡기도 했다.

## 통계
| 일본 | 일본 | 일본 |
| 연도 | 출전 | 득점 |
| ---- | ---- | ---- |
| 1990 | 5    | 0    |
| 1991 | 1    | 0    |
| 통산 | 6    | 0    |